# Kloster Notkersegg

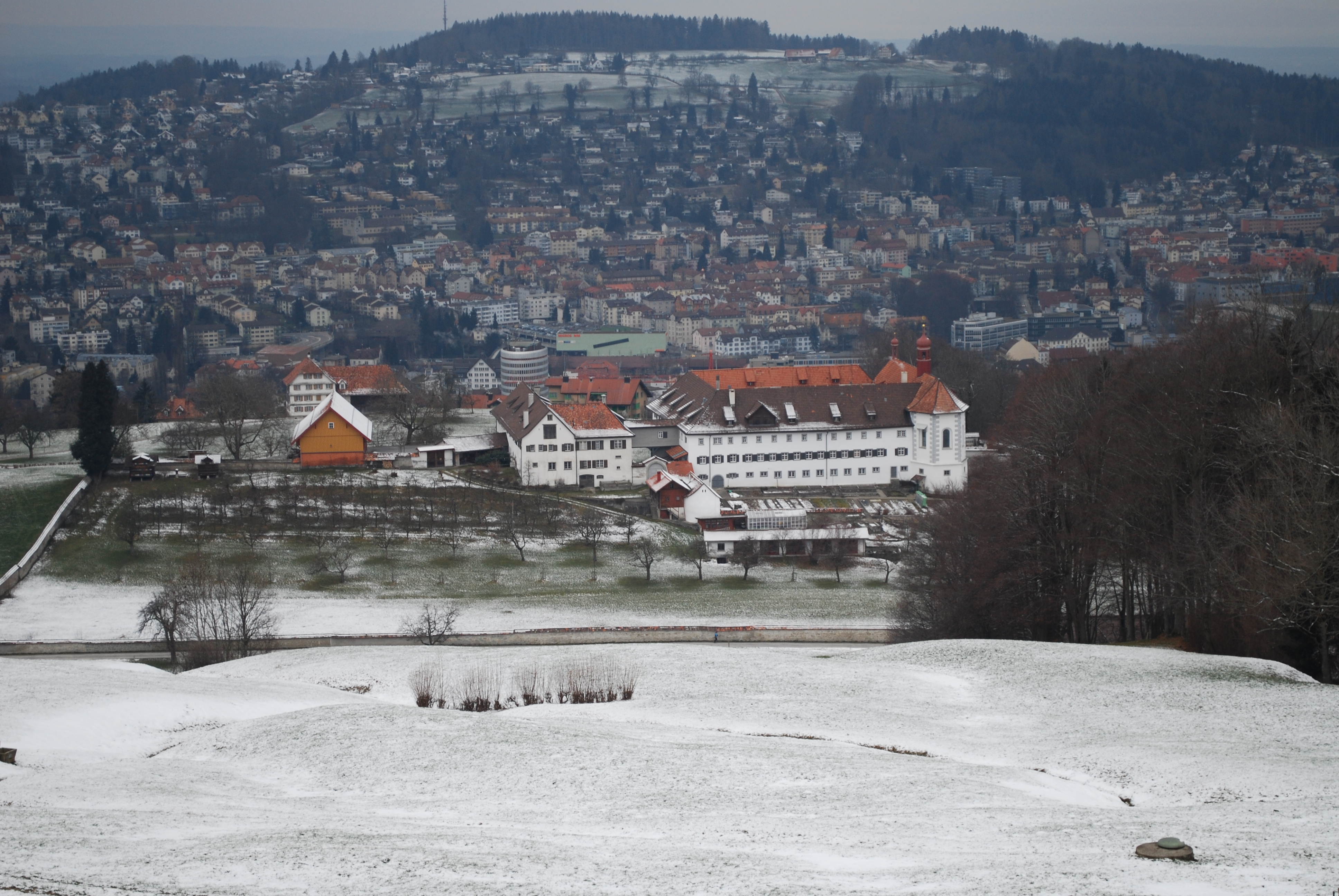
Das Kloster Notkersegg von Süden, dahinter der Osten von St. Gallen

Das Kloster Notkersegg befindet sich im Stadtteil Notkersegg der Stadt St. Gallen. Es handelt sich um ein aktives Kapuzinerinnenkloster, das 1381 gegründet wurde. Das Kloster Maria vom Guten Rat befindet sich heute am Ort des Neubaus von 1666.

## Geschichte
Das Kloster entstand auf dem Grundstück, das am 17. August 1381 von den Brüdern Stäbiner drei Schwestern zum Bau eines Schwesternhauses geschenkt wurde. Hierbei handelte es sich um die Hofstatt «in der tann» neben der «Nöggersegge», die die Brüder als Erblehen besassen. Bei den drei Schwestern handelte es sich um Ursel Brunner aus Rheintal, Elisabeth Schneider aus Berg und Anna Frig aus Utwil. Die Frauen sollen «in göttlichen Leben» immer auf der Hofstatt wohnen bleiben. Die Bestätigung von Abt Kuno von Stoffeln vom 17. August 1396 nennt die Ursula als «Meisterin». Es handelte sich also um eine Gemeinschaft von Waldschwestern oder Beginen. Seit dem 26. Januar 1449 besassen die Schwestern auch in der Stadt ein Gebäude, nämlich jenes, das nach dem Brand von 1418 als Rathaus genutzt wurde und auf dieses Datum hin den Schwestern übergeben wurde. Anlässlich der Reformation wurde das Haus 1530 von der Stadt den Schwestern wieder abgekauft. Am 30. September 1453 wurde die Klosterkirche neu geweiht, und zwar zu Ehren der Jungfrau Maria. Da darauf am 26. Januar und 29. April 1451 auch Ablässe erteilt wurden, ist anzunehmen, dass ein Um- oder Neubau erfolgte. Während der Reformationswirren machte sich die Schwester Ursula Sturzenegger um die Erhaltung des Klosters verdient, dies endete in der Restitution des Klosters im Jahr 1532.
Die Anlage bestand 1593 aus einem einzigen Haus, das zwei Stuben, vier Kammern, zwei Keller und eine Badstube umfasste. Neben dem Haus stand eine Kirche. Die Visitation besorgten bis 1593 die Franziskaner von Konstanz. Mit der Weisung des Dekans von St. Gallen nahmen die Schwestern 1602 die Ordensregel der Kapuzinerinnen an, zu denen sie ab dem Zeitpunkt als Tertiarierinnen gehörten. Im Jahr 1610 wurde die Reform von Pfanneregg (Wattwil) durchgeführt. Am 14. Juni 1610 unterstellten sich die Nonnen dem Schutz des Abtes von St. Gallen. Einen eigenen Gottesdienst erhielten die Schwestern erst 1634, anfänglich von einem Konventualen der Abtei, ab 1893 durch einen Weltpriester. Da der Abt Gallus II im Jahr 1663 einen geräumigen Platz beim Hof Wiesen erwarb, ist anzunehmen, dass sich die Gemeinschaft gut entwickelte. Dieser Platz liegt etwas tiefer als der alte. Am alten Platz befindet sich heute ein Gedenkstein. Die Grundsteinlegung des Neubaus erfolgte am 3. Mai 1666. Am 8. September fand die feierliche Übertragung der Sakramente statt. Die Benefikation erfolgte am 4. Oktober 1666 und die drei Altäre der Kirche wurden am 7. April 1671 geweiht. Da das Kloster 1671 umfriedet wurde, wird die Annahme einer strengeren Klausur vermutet. Am 23. August 1718 zerstörte ein Brand Kirche und Kloster, einzig das Gästehaus wurde verschont. Auch das Gnadenbild des heiligen Antonius von Padua konnte gerettet werden. Das Kloster wurde umgehend wieder aufgebaut. Am 22. November 1719 wurde der Neubau benediziert. Im Jahr 1748 wurden die Gebeine des Katakombenheiligen Julianus nach Notkersegg überführt. Im Jahr 1776 wurde die «Ewige Anbetung», wie in St. Georgen, eingeführt. In der zweiten Hälfte des 17. Jahrhunderts entwickelte sich die Wallfahrt zum Gnadenbild des heiligen Antonius. 1846 erfolgte durch Herrn Nussbaumer von der Firma Witwe Rheiner in St. Gallen eine Gesamtrenovation. In den Jahren 1985 bis 1986 wurde die Klosterkirche renoviert und unter Bundes-Schutz gestellt.

## Gebäude
Die Anlage besteht aus zwei aneinandergeschlossenen Gebäudevierecken. Das eigentliche Kloster ist das östliche, in dessen Mitte sich der Kreuzgarten befindet, und um den sich die Klosterkirche und der Konventbau legen. Das westliche Gebäudeviereck dient dem landwirtschaftlichen Betrieb des Klosters.

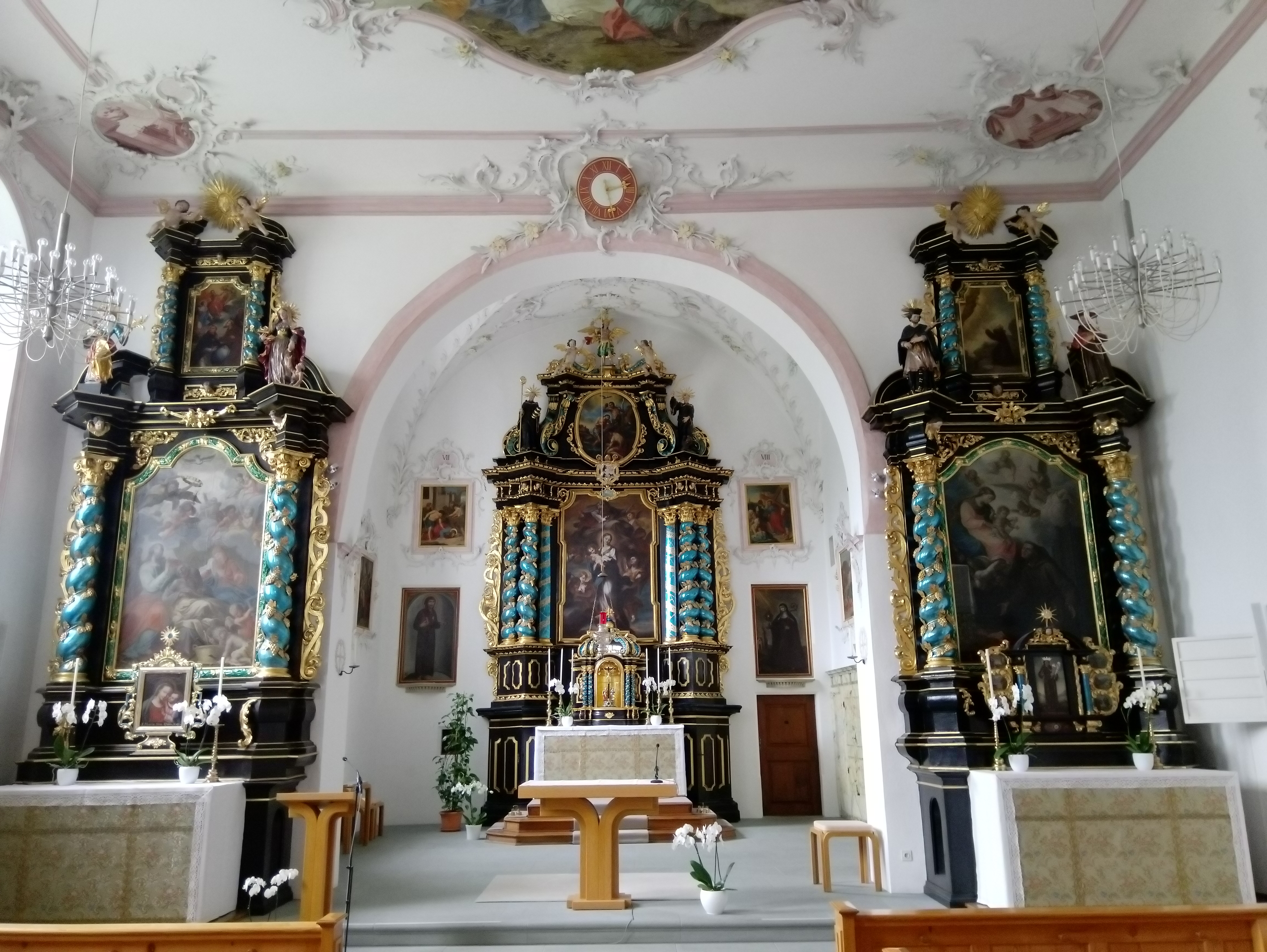
Barocke Altäre in der Klosterkirche Notkersegg

Die Klosterkirche bildet den östlichen Abschluss des Gebäudekomplexes. Der Haupteingang des nördlichen Teiles, der sogenannten Laienkirche, befindet sich auf der Nordseite und ist von ausserhalb der Klausur zugänglich. Die überdachte Treppe ist mit Votivbildern ausgestattet. Das Schiff wird von einer flachen Gipsdecke mit der Malerei „Verklärung Christi auf Tabor“ aus dem Jahr 1783 (von Franz Anton Dick oder Franz Ludwig Herrmann) überspannt. Die Rokokostukaturen im Chor stammen von Peter Anton oder Andreas Moosbrugger aus Vorarlberg. In der Kirche finden sich drei Altäre aus der Zeit um 1730. Den Hauptaltar zieren ein Bild der Immaculata, eine Kopie des Bildes aus der örtlichen Stiftskirche und das Wappen des Abtes Josef von Rudolfi. Den oberen Abschluss des Altars bildet ein Bildnis von der Taufe Jesu, das von zwei Statuen der heiligen Gallus und Otmar flankiert wird. Links befindet sich der Josefsaltar mit einem Bild von F. Laucad (1724), rechts der Antoniusaltar mit der Darstellung der Erscheinung Marias vor dem Heiligen (1700). Auf der Predella findet sich ein Gnadenbild des Heiligen, das gemäss einer Legende von einem unbekannten Jüngling im Jahr 1644 an der Klosterpforte abgegeben worden sein soll; der Jüngling soll ein Bote des Heiligen selbst gewesen sein. Das Gnadenbild wird von sechs kleineren Gemälden umgeben, die Szenen aus dem Leben des Heiligen zeigen.
Die sogenannte «Nonnenkirche» befindet sich hinter dem Hauptaltar. Ihr Altar, der ziemlich einfach gehalten ist, steht Rücken an Rücken mit dem Altar der Laienkirche. Auf dem Altar findet sich ein Bild der Kreuzigung Jesu. Dazu sind verschiedene Figuren angebracht: Gallus, Franziskus, Otmar, Notker sowie Agatha.

## Orgeln

### Klosterkirche
Die heutige Orgel der Klosterkirche hatte zahlreiche Vorgängerinstrumente. Die erste, von Pater Jodokus Snyder im Jahr 1669 erbaute Orgel wurde bereits 1671 durch ein Instrument von Johann Jacob Dörig aus Appenzell ersetzt. Nach dem Wiederaufbau des Klosters nach dem Brand im Jahr 1718 erhielt die Kirche eine neue Orgel von Balthasar Thürig aus St. Fiden. Jenes Instrument hatte 12 Register auf einem Manual und Pedal. 
Im Jahr 1788 erbaute Johann Baptist Lang aus Überlingen eine neue Brüstungsorgel, die mehrfach repariert und 1897 von Max Klingler aus Rorschacherberg durch ein neues Instrument auf der Empore ersetzt wurde. Die Klingler-Orgel hatte 12 Register auf 2 Manualen und Pedal.
In den Jahren 1933 und 1957 erbaute die Orgelbaufirma Späth aus Rapperswil zwei neue Instrumente.
Die jetzige Orgel der Klosterkirche wurde 1988 von der Firma Mathis Orgelbau aus Näfels erbaut. Dabei wurden auch gut erhaltene Gehäuseteile und Schnitzereien der Lang-Orgel aus dem Jahr 1788 mitverwendet. Das Schleifladeninstrument hat 10 Register auf einem Manual und Pedal. Die Spiel- und Registertrakturen sind mechanisch.
Die Disposition des Instrumentes lehnt sich an diejenige der Lang-Orgel an und lautet wie folgt:
| I Hauptwerk C–f3 |       |
| Prinzipal        | 8′    |
| Coppel           | 8′    |
| Gambe            | 8′    |
| Oktave           | 4′    |
| Salicional       | 4′    |
| Superoktave      | 2′    |
| Mixtur           | 1 ⁄3′ |
| Hörnli II        | 4′    |
| Cornett          | 2 ⁄3′ |

| Pedal C–d1 |                   |
| Subbass    | 16′               |
| Bourdon    | 8′ (Transmission) |

- Koppeln: I/P

### Nonnenkirche
In der sogenannten «Nonnenkirche» hinter dem Hauptaltar befindet sich im Nonnenchor eine weitere kleine Orgel, die im Jahr 1763 von Pater Maurus Buol erbaut wurde. Dieses Instrument mit 5 Registern auf einem Manual mit kurzer Oktave ist vermutlich die älteste erhaltene Orgel im Raum St. Gallen. Das Instrument wurde mehrfach restauriert. Im Jahr 1933 wurde von der Fa. Späth Orgelbau ein elektrischer Ventilator eingebaut. In den Jahren 1988 und 1997 erfolgten Restaurierung und Revision durch die Firmen Mathis AG und Orgelbau Kuhn. Die Disposition des Instrumentes lautet wie folgt:
| I Hauptwerk C–c3 |       |
| Coppel           | 8′    |
| Prinzipal        | 4′    |
| Flauto           | 4′    |
| Superoktave      | 2′    |
| Mixtur           | 1 ⁄3′ |

## Ordensgemeinschaft der Kapuzinerinnen
Im Kloster leben aktuell (2016) 7 Schwestern und eine Junioratsschwester sowie zwei Frauen, die ohne Ablegung eines Gelübdes mit den Schwestern mitleben, ein Ehepaar, das eine Wohnung am Kloster bezogen hat, sowie ein Herr, der sich als Mitlebender um den Umschwung der Klosteranlage bemüht.
Leitung (2014):
- Frau Mutter: Sr. Manuela Schreiner
- Vikarin: Sr. M. Klara Steiner